# Hitlers dagböcker

Initialerna FH och AH i äldre typsnitt, vilka Kujau förväxlade med varandra när han skapade dagböckerna

Hitlers dagböcker var 62 volymer förfalskade dagböcker som påstods vara skrivna av Adolf Hitler och publicerades i tidskriften Stern på 1980-talet. I själva verket skapades de av illustratören och förfalskaren Konrad Kujau.
De köptes av den tyska tidskriften Stern för 9,5 miljoner D-mark. Den 22 april 1983 meddelade Stern nyheten att man hittat dagböckerna, och den 25:e förklarades de vara autentiska av en expertgrupp vid en presskonferens där man även visade upp volymerna. Stern publicerade den 28:e ett specialnummer om denna "sensation".
Förmedlaren i köpet, som även behöll en ansenlig provision, var journalisten Gerd Heidemann, själv en hängiven samlare av memorabilia från nazitiden. Handskrivna dagböcker, i hela 62 volymer skulle ha räddats från ett flygplan med Adolf Hitlers tillhörigheter som havererade utanför Dresden. Säljaren var en pensionerad militär som skulle ha förvarat dagböckerna i DDR för att slutligen smuggla ut dem till väst, gömda i pianon.
Sterns publicering väckte förvirring bland historiker. En del av dem lutade åt att erkänna dagböckernas äkthet, bland andra Hugh Trevor-Roper. En av dem som tvivlat var den kontroversielle brittiske historikern David Irving.
Den 6 maj avslöjades dagböckerna vara förfalskade. Materialundersökningen visade att papper och bläck var tillverkade långt efter andra världskriget. Författaren visade sig vara en påstådd förmedlare, i verkligheten en förfalskare, från Stuttgart - Konrad Kujau. Han hade specialiserat sig på att förfalska Hitlers handskrifter och målningar. Han har bland annat målat 700 tavlor från bildverket Adolf Hitler: The Unknown Artist (1983).
Kujau och Heidemann blev senare dömda till fyra och halvt års fängelse. Efter frigivningen försörjde sig Kujau på att framställa kopior av kända konstnärers verk men med signaturen "förfalskad av Kujau" men även att kopiera Hitlers målningar. 
Den tyska filmkomedin Schtonk! från 1992 gjorde satir av hela affären. Filmen fick stor kommersiell framgång och nominerades även för en Oscar för bästa utländska film.